# Булут, Эрол
Эро́л Булу́т (тур. Erol Bulut; род. 30 января 1975, Бад-Швальбах, Гессен) — турецкий футболист, полузащитник; тренер.

## Карьера игрока
Эрол Булут играл в молодости в различных немецких футбольных школах. В 1995 году он перешёл из «Айнтрахта» в турецкий клуб «Фенербахче». Там защитник дебютировал в матчах Суперлиги и в первый же сезон выиграл Кубок Турции. В 1999 году он снова вернулся во Франкфурт, но по большей части сезона не выходил в основе и снова вернулся в Турцию. В 2001 году Булут играл на правах аренды в «Трабзонспоре» под руководством немецкого специалиста Йоахима Лёва, в «Аданаспоре». Затем он перебрался в греческий клуб «Паниониос» из Афин, где был назван лучшим иностранным игроком в лиге. В 2003 году он вернулся в Турцию и подписал контракт с «Бурсаспором». После сезона, проведённого в клубе из Бурсы, он перешёл в немецкий «Мюнхен 1860», однако из-за травмы пропустил едва ли не полсезона, по окончании сезона Булут перешёл в «Олимпиакос» из Пирея, в котором играл с 2005 по 2007 год. В первый год Эрол Булут выиграл чемпионат со своим новым клубом, где играл вместе с мировыми звёздами, такими как Ривалдо и Яя Туре, также он принимал участие в матчах Лиги чемпионов и выиграл Кубок Греции 2005/06. До окончания своего второго сезона действие его контракта было прекращено. В 2007 году перешёл по приглашению первого вице-президента клуба Дмитрия Селюка в украинский «Металлург» из Донецка и играл там до 2009 года. В сезоне 2009/10 Эрол Булут играл в греческом клубе второго дивизиона «Олимпиакос» из Волоса. В 2011 году выступал в ОФИ. В январе 2012 подписал контракт с клубом «Верия», в котором и завершил карьеру игрока 1 июля 2012 года.

## Карьера тренера
С сентября 2012 по январь 2013 года работал помощником тренера в турецкой команде «Карталспор» из Стамбула, выступающей в первой лиге по футболу этой страны. С марта по август 2013 года являлся помощником тренера команды «Ени Малатьяспор» из Малатьи, а с сентября 2013 года по июнь 2014 года занимал ту же должность в клубе «Элязыгспор» из города Элязыг. С июня 2014 по 2017 год Эрол Булут на посту помощника тренера в стамбульском клубе «Истанбул Башакшехир», выступающего в Турецкой Суперлиге. В 2017 году вновь был помощником главного тренера в клубе «Ени Малатьяспор».